# Myrsine laetevirens
Myrsine laetevirens (anteriormente Rapanea laetevirens) es una especie de la familia Primulaceae; son árboles polígamos dioico, nativo de América del Sur, encontrándose en Argentina, Uruguay, Paraguay y Brasil, y que puede alcanzar hasta los 8 m de altura. 
Sus ramas son grises y rugosas al igual que su tronco, alcanzando este último hasta 1 m de diámetro.

## Descripción

### Hojas

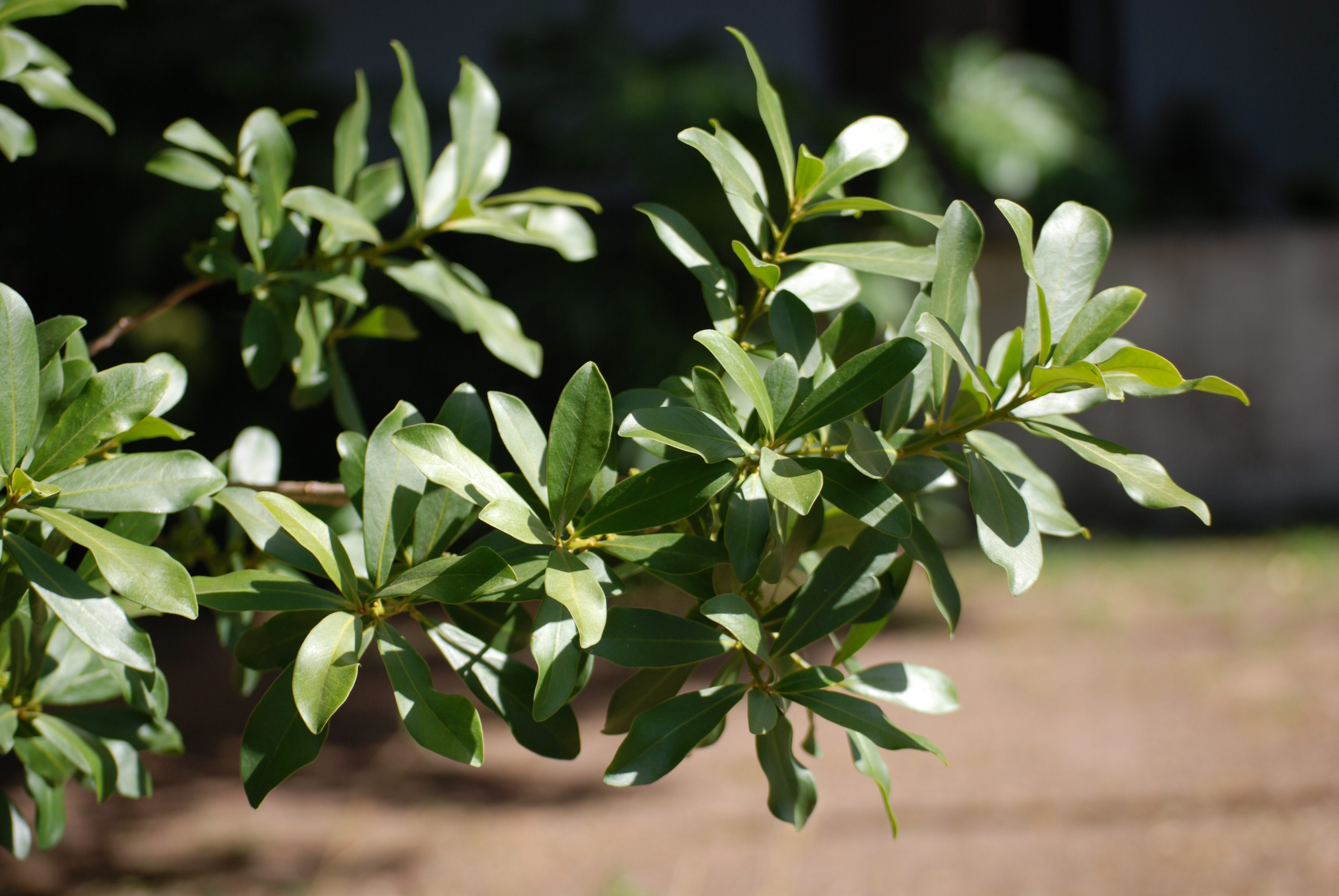
Hojas de la Myrsine laetevirens.

Su copa es aproximadamente esférica, y su follaje está integrado por hojas simples que miden entre 6-8 cm de largo. Las mismas son alternas, glabras, espatuladas, de borde entero, base cuneada, ápice obtuso, ovoide elípticas y subcoriáceas. Presentan un color verde brillante en la cara inferior y algo más oscuro en la superior.

### Flores
Las flores se pueden ver en primavera, son pequeñas y se disponen en cimas pediceladas en las axilas de las hojas o sobre las ramillas. La corola de color verde amarillento es de muy pequeño tamaño, al igual que el cáliz. En las flores femeninas no existen los estambres, o están reducidos a estaminodios insertos en la base de los pétalos, en las hermafroditas los estambres son de mayor tamaño y por último, en las masculinas se aprecian completamente. Los ovarios son globosos o subglobosos.

### Frutos
El fruto ronda los 4 mm de diámetro, es drupáceo y globoso, y presenta un color rojizo o negruzco cuando alcanza la madurez. Es uniseminado. La reproducción de estas especies se realiza por semillas a la sombra y en mantillo.

## Hábitat
En general se encuentra en bosques costeros de arroyos, o en bosques de ladera alta o serranos.

## Nombre común
Se lo conoce por el nombre común de canelón en Uruguay, dando nombre a uno de sus departamentos (Canelones) y a su capital, la ciudad de Canelones.
En Brasil y en las zonas limítrofes de Uruguay con este último, se lo conoce por el nombre de Capororoca, el cual proviene de la lengua indígena y es una reminiscencia onomatopéyica del sonido que hacen sus ramas al quemarse.